# Teuta Bilali
Teuta Bilali (mac. Теута Биљали; ur. 25 maja 1980 w Tetowie) – północnomacedońska polityczka pochodzenia albańskiego, w latach 2016–2020 deputowana do Zgromadzenia Republiki Macedonii Północnej z ramienia Ruchu Besa.